# 通用儀器
通用儀器（General Instrument Inc.） 是一家電子產品製造商，1939年成立於美國賓夕法尼亞州，專業從事半導體之設計及製造。產品包括：二極管（diodes）、晶體管（transistors）、邏輯集成電路（logic ICs）等。
臺灣通用儀器公司成立於1964年，是第一家外商在中華民國投資的電子產品公司；臺灣半導體產業的發展，啟端在臺灣通用儀器高雄封裝廠。
通用儀器的衍生公司包括 Microchip Technology Inc. (1989年) 等。
1997年，通用儀器被拆分為 NextLevel Systems Inc.、CommScope Inc. (標榜為世界上最大的同軸電纜製造商)、General Semiconductor Inc. (後由 Vishay Intertechnology Inc. 收購) 三家公司。翌年，作為最大分立部分的 NextLevel Systems Inc. 正名為 通用器材（General Instrument Corp.）。